# Liste von Persönlichkeiten der Stadt Falkenstein/Vogtl.
Die Liste von Persönlichkeiten der Stadt Falkenstein/Vogtl. enthält Personen, die in der Geschichte der sächsischen Stadt Falkenstein/Vogtl. eine nachhaltige Rolle gespielt haben. Es handelt sich dabei um Persönlichkeiten, die Ehrenbürger von Falkenstein/Vogtl. oder hier geboren sind oder hier gewirkt haben.
Für die Persönlichkeiten aus den nach Falkenstein/Vogtl. eingemeindeten Ortschaften siehe auch die entsprechenden Ortsartikel.

## Ehrenbürger
- 21. Juli 1866: Christian Heinrich Hecker (1795–1875), Webermeister und Stadtrat
- 12. Juni 1867: Franz Adolph von Trützschler (1792–1873), Rittergutsbesitzer und Stadtrat
- 1. April 1895: Fürst Otto von Bismarck(1815–1898), Reichskanzler
- 5. November 1914: Karl Friedrich Bleyer (1844–1930), Fabrikant, Landtagsabgeordneter und Stadtrat
- 17. Februar 1933: Paul von Hindenburg (1847–1934), Generalfeldmarschall und Reichspräsident
- Erich Schmalfuß (1905–1992), Widerstandskämpfer gegen den Nationalsozialismus
- 1975: Gotthard Schettler (1917–1996), Hochschullehrer für Innere Medizin[1]

## Söhne und Töchter der Stadt
- Tobias Dressel (1635–1717), Orgelbauer
- Walter Helbig (1878–1968), Maler, Graphiker und Holzschneider, lebte zuletzt in der Schweiz
- Willy Rudert (1884–1949), Heimat- und Mundartdichter
- Herbert Schaller (1899–1966), Pionier der Erwachsenenbildung in Leipzig
- Gottfried Weimann (1907–1990), Leichtathlet
- Willi Gall (1908–1941), Kommunist und Widerstandskämpfer gegen den Nationalsozialismus
- Helmut Rauca (1908–1983), Täter des Holocaust, geboren in Trieb
- Herbert Weidlich (1910–1991), Jurist, Hochschullehrer, Widerstandskämpfer gegen den Nationalsozialismus
- Johannes Wagner (1914–1980), autodidaktischer Maler und Kunsthandwerker
- Oswald zu Münster (1917–2003), Landwirt und Fotograf
- Gotthard Schettler (1917–1996), Mediziner
- Oswald Graf zu Münster (1917–2003), Fotograf
- Hellmuth Geyer (1920–1982), Gewerkschaftsfunktionär und Politiker (SED), Mitglied des Ministerrates der DDR
- Gottfried Schüler (1923–1999), Maler
- Herbert Bräutigam (1927–2020), Sinologe
- Hans Taubert (* 1928), Biologe und Science-Fiction-Autor
- Manfred Thieme (* 1936), Offizier der Nationalen Volksarmee
- Wolfgang Männel (1937–2006), Wirtschaftswissenschaftler
- Ulrich Eisenfeld (* 1939), Maler, Zeichner und Grafiker
- Jörg Seckel (1939–2021), Musiker
- Hilmar Fuchs (* 1940), Textilingenieur
- Bernd Eisenfeld (1941–2010), Historiker und DDR-Oppositioneller
- Gerd Trommer (* 1941), Ingenieur und Autor von historischen Romanen
- Wilfried Rettig (* 1942), Ingenieur und Autor
- Helmut Unger (* 1943), Skilangläufer
- Hans-Jürgen Hardtke (* 1944), Wissenschaftler und Hochschullehrer
- Brigitte Eisenfeld (* 1945), Sopranistin
- Michael Gruner (1945–2021), Theaterschauspieler, Regisseur, Intendant und Professor am Mozarteum in Salzburg
- Christian Steyer (* 1946), Schauspieler und Musiker
- Wolfgang Stöhr (* 1946), Skispringer
- Kurt-Werner Schulz (1953–1989), Architekt, Todesopfer des Kalten Krieges
- Gabriele Eckart (* 1954), Schriftstellerin
- Rudolf Braun (* 1955), Politiker, Mitglied des deutschen Bundestages
- Andreas Lämmel (* 1959), Politiker (CDU)
- Stefan Persigehl (* 1962), Fußballspieler

## Persönlichkeiten, die mit der Stadt in Verbindung stehen
- Gerd Möckel (* 1943), Politiker (CDU) und Mitglied des Sächsischen Landtages, stellvertretender Schulamtsleiter in Falkenstein/Vogtl.
- Arndt Rauchalles (* 1957), Politiker (CDU) und Mitglied des Sächsischen Landtages, Bürgermeister von 1990 bis 2015
- Christiane Gotte (* 1988), Fußballspielerin, Tankstellenleiterin